# Vila Nova de São Bento
Vila Nova de São Bento is een plaats (freguesia) in de Portugese gemeente Serpa en telt 3430 inwoners (2001).